# David Marusek
David Marusek (ur. 21 stycznia 1951 w Buffalo w stanie Nowy Jork) – amerykański pisarz, autor literatury science fiction.
W 1973 ukończył studia licencjackie na University of California, Santa Barbara. Otrzymał Nagrodę im. Theodore’a Sturgeona (za nowelę Album ślubny) i Nagrodę Endeavour (za powieść Mind Over Ship).
Jest rozwiedziony. Ma jedną córkę. Mieszka w Fairbanks w stanie Alaska.

## Dzieła

### Powieści
seria Counting Heads
1. Counting Heads ̈(2005)
2. Mind Over Ship (2008)

seria Upon This Rock
1. First Contact (2017)

### Zbiory opowiadań
- Getting to Know You (2007)
- My Morning Glory (2012)

### Opowiadania
- The Earth Is on the Mend (1993)
- She Was Good--She Was Funny (1994)
- Yurek Rutz, Yurek Rutz, Yurek Rutz (1999)
- Listen to Me (2003)
- My Morning Glory (2006)
- HealthGuard (2007)
- Osama Phone Home (2007)
- Timed Release (2009)
- Hard Man to Surprise (2009)

### Nowele
seria North American future
1. We Were Out of Our Minds with Joy (1995 – wydanie polskie w czasopiśmie Nowa Fantastyka 2013 O mało nie oszaleliśmy z radości)
2. Getting to Know You (1997 – wydanie polskie w antologii Opowiadania z przyszłości 1998 Sługa poznaje panią)
3. Cabbages and Kales, or, How We Downsized North America (1999)

seria Cathy
1. The Wedding Album (1999 – wydanie polskie w czasopiśmie Kroki w nieznane: Almanach fantastyki 2006 Album ślubny)
2. A Boy in Cathyland (2001)

- VTV (2000)

### Eseje
- Frederik Pohl: An Appreciation (2010)
- The Care and Feeding of Authors (2010)